# CANT Z.1007
CANT Z.1007 «Альціоне» («Рибалочка» італ. CANT Z.1007 «Alcione») — італійський середній бомбардувальник та торпедоносець, тримоторний моноплан дерев'яної конструкції. Розроблений конструкторами фірми CRDA під керівництвом Філіппо Цаппата.
Z.1007 пізніших модифікацій можна вважати кращим італійським бомбардувальником часів Другої світової війни, але дерев'яна конструкція погано підходила для масованого серійного виробництва і тому він використовувався паралельно з SM.79 «Sparviero».

## Історія створення
В 1935 році на фірмі CRDA під керівництвом інженера Філіппо Цаппата почалась розробка перспективного дерев'яного бомбардувальника. При цьому новий літак будувався в двох варіантах — двомоторний, який отримав позначення Z.1011, і тримоторний з позначенням Z.1007. Обидва мали використовувати 12-ти циліндрові двигуни водяного охолодження Isotta Fraschini Asso XI RC 15 потужністю 840 к.с. Двомоторний варіант був завершений швидше і вже в березні 1936 року піднявся в повітря. Але його льотні характеристики були надто низькі і від двомоторної схеми відмовились.
Через рік, 16 березня 1937, в повітря піднявся і тримоторний Z.1007, при цьому двигуни були замінені на Asso XI RC 40 потужністю 900 к.с. і кращими висотними характеристиками. Ще до завершення тестів CRDA отримали замовлення на серійне виробництво, оскільки новий літак мав кращу аеродинаміку ніж SM.79 і потужніші двигуни.
Серійне виробництво почалось в січні 1939 року і тривало до серпня 1943. За цей час було виготовлено 580 літаків.

## Основні модифікації

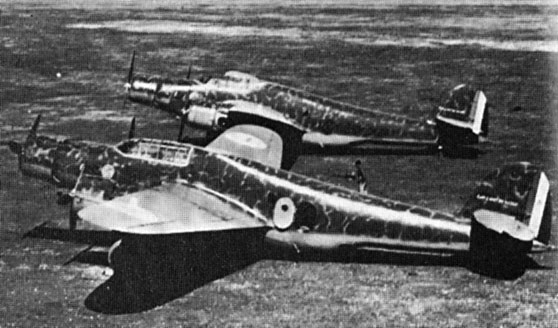
Перші серійні Z.1007

- Z.1007 — оснащувався двигунами Asso XI RC 40 потужністю 900 к.с. Захисне озброєння складалось з 12,7 мм кулемета в верхній турелі, і 7,7 мм в нижній. Маса бомбового навантаження — 800 кг. Екіпаж — 5 осіб. (34 екз.)
- Z.1007bis — оснащувався двигунами Piaggio P.XI RC40 потужністю 1000 к.с., а з літак 1941 року покращеними P.XIbis RC40. Збільшено розмах крил і фюзеляж, а з квітня 1940 року хвостове оперення замінене на двокілеве, ще пізніше додано бронювання і покращено бомбовий приціл. Захисне озброєння складалось з двох 12,7 мм кулеметів (в верхній і нижній турелях), і двох 7,7 мм кулеметів в бічних вікнах (з 1942 року теж замінені на 12,7 мм.). Маса бомбового навантаження — 1200 кг. (з березня 1941 добавлено нові точки підвіски бомб, що дозволило збільшити масу до 2200 кг.) (468 екз., з них 94 однокілеві)
- Z.1007ter — оснащувався двигунами Piaggio P.XIX RC45 потужністю 1160 к.с. Захисне озброєння — 4 12,7 мм кулемети (по одному в верхній, нижній і двох бічних турелях). Маса бомбового навантаження — 2200 кг. (68 екз.)

## Тактико-технічні характеристики
|                           |                           | Z.1007bis             | Z.1007ter              |
| ------------------------- | ------------------------- | --------------------- | ---------------------- |
| Довжина                   | Довжина                   | 18,55 м               | 18,55 м                |
| Висота                    | Висота                    | 5,65 м                | 5,65 м                 |
| Розмах крил               | Розмах крил               | 24,85 м               | 24,85 м                |
| Площа крил                | Площа крил                | 75,30 м²              | 75,30 м²               |
| Маса                      | пустого                   | 9396 кг               | 9350 кг                |
| Маса                      | спорядженого              | 13 621 кг             | 13 550 кг              |
| Двигуни                   | Двигуни                   | 3 × Piaggio P.XI RC40 | 3 × Piaggio P.XIX RC45 |
| Потужність                | Потужність                | 3 × 1000 к. с.        | 3 × 1160 к. с.         |
| Максимальна швидкість     | Максимальна швидкість     | 464 км/год            | 490 км/год             |
| Дальність польоту         | без бомб                  | 2560 км               | 2000 км                |
| Дальність польоту         | з 1200 кг бомб            | 1510 км               |                        |
| Практична стеля           | Практична стеля           | 8000 м                | 9800 м                 |
| Час набору висоти 4000 м. | Час набору висоти 4000 м. | 10,5 хв.              | 7,5 хв.                |

## Історія використання

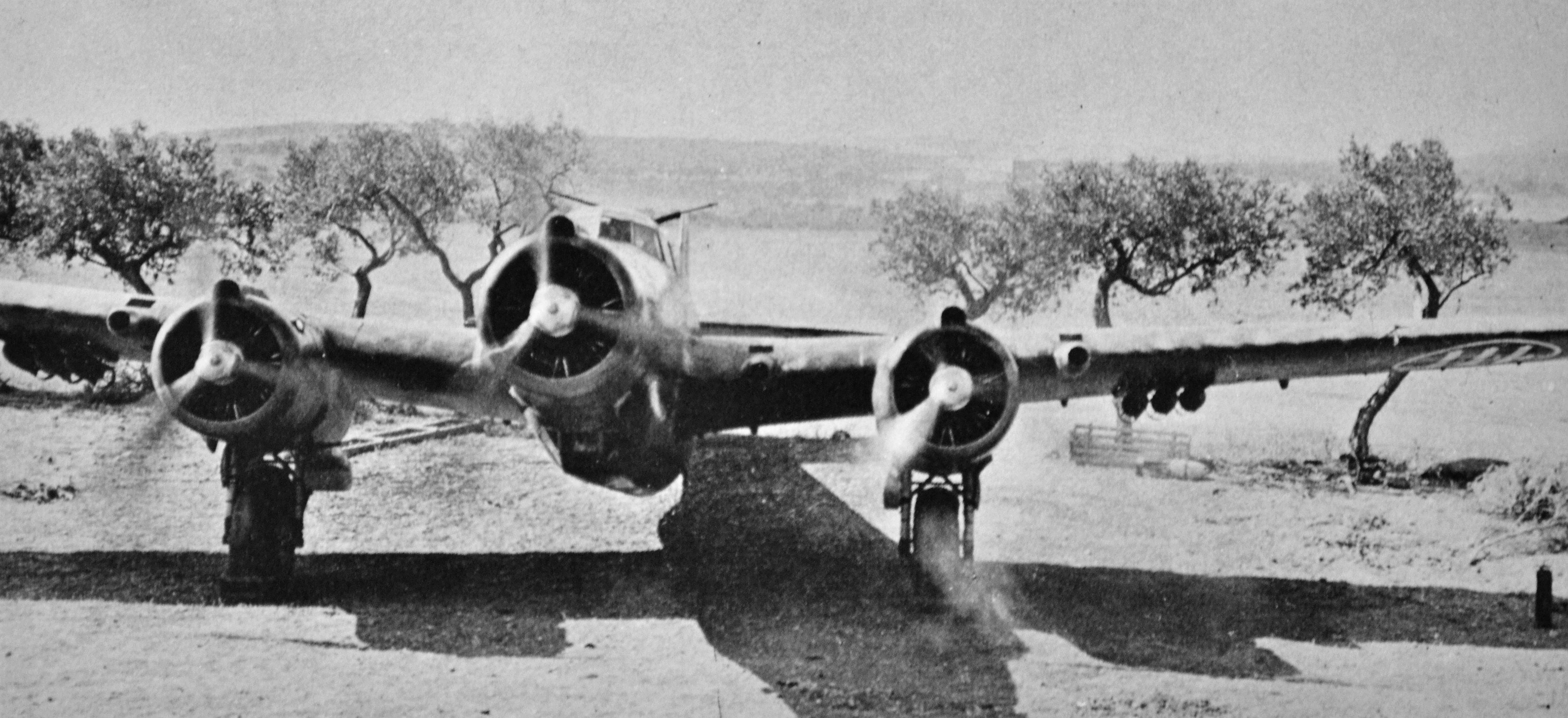
Z.1007bis злітає для бомбардувань Мальти. Сицилія. 1941 рік.

Першою серією Z.1007 в 1939 році була оснащена 16-ий стормо (50-а і 51-а групи), але доволі швидко їх було замінено на Z.1007bis. До вступу Італії в війну було оснащено ще 47-й стормо (106-а і 107-а групи), але екіпажі все ще освоювали новий літак і перший бойовий виліт Z.1007 відбувся тільки 29 серпня 1940 року, коли 10 літаків 106-ї групи завдали удару по аеродрому на Мальті.
Для нападу на Грецію було виділено 47-й стормо і 50-у групу (загалом 44 Z.1007bis), а після початку бойових дій ще 41-у і 85-у групи. Таким чином Z.1007 став найчисельнішим бомбардувальником Італії в цій кампанії. На початку Z.1007 діяли порівняно великими групами: в нальоті на Салоніки було задіяно 27 літаків. Бойові втрати Z.1007 були мінімальними, швидкість і захисне озброєння захищали літаки від потенційного противника, але були проблеми з постачанням запчастин і матеріалів, тому до 40 % наявних літаків не були боєздатними.
6 квітня 1941 року Італія разом з Німеччиною напала на Югославію, італійські бомбардувальні загони залучались до бомбардувань аеродромів і портів. В перший день операції 49 Z.1007bis завдали удару по аеродрому Мостар. Після завершення операції, 50-у і 85-у групу було переведено на Родос, звідки вони прикривали десант на Крит, зокрема 21 травня 1941 року 5 Z.1007bis завдали удару по британському флоту і потопили есмінець «Джуно».
Одна ескадрилія Z.1007bis в середині жовтня 1940 року була переведена в Бельгію для нальотів на Британію, але був проведений тільки один такий виліт — 11 листопада, після чого ескадрилію було повернуто в Італію.
З червня 1941 року основною цілю для італійських бомбардувальників стала Мальта і конвої союзників, які її підтримували. Проти міста діяли 15-й стормо з Італії, і 50-та група з Сицилії. 51-а група базована на Сардинії перешкоджала конвоям які йшли з Гібралтару. Z.1007bis залучались до денних і нічних нальотів, останні були значно безпечнішими, оскільки висота польоту Z.1007bis була недосяжною для більшості британських нічних винищувачів. Але нічні рейди могли бути ефективними тільки проти стаціонарних цілей.
В квітні 1942 року 35-й стормо оснащений Z.1007bis було перекинуто в Киренаїку для підтримки наземних військ, але нестача запчастин і часті поломки значно обмежували кількість боєздатних літаків. В листопаді 1942 року, коли союзники проводили висадку в Марокко і атакували під Ель-Аламейном, в Північній Африці було тільки 40 боєздатних Z.1007, на Сицилії і Сардинії десять груп мали тільки 39 повністю боєготових літаків. Союзники почали захоплювати перевагу в повітрі і Z.1007 почали частіше використовувати для розвідки, а не бомбардувань.
Єдиним стормо, що дальше продовжував активні бомбардувальні місії був 30-й розташований на Родосі. Оснащений останніми модифікаціями Z.1007bis і Z.1007ter він завдавав ударів по складах і аеродромах в Лівані і Палестині. Проте після втрати Тунісу і висадки союзників на Сицилії його було переведено в Італію.

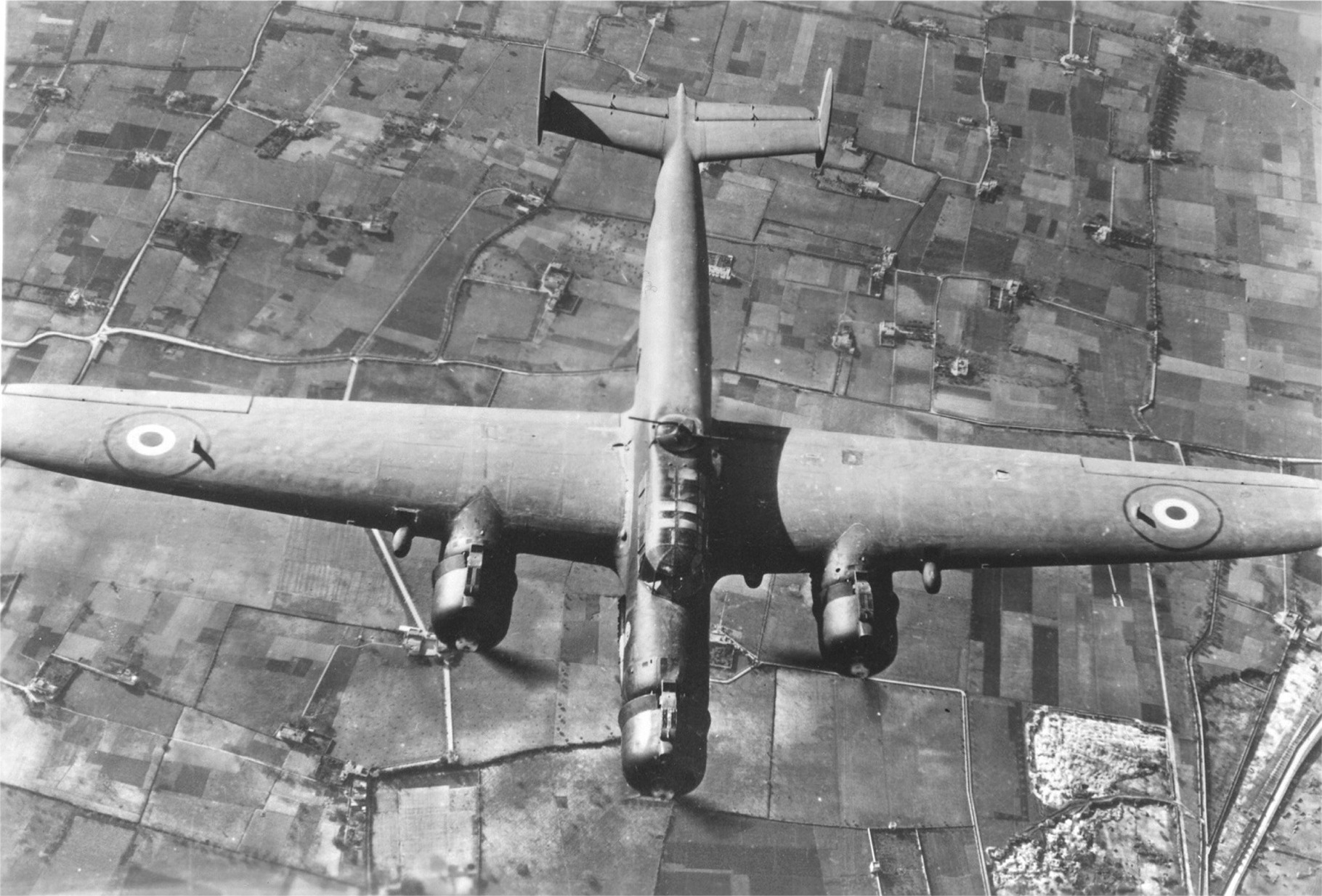
Z.1007 ВПС Італії в польоті.

9 липня 1943 року Regia Aeronautica мала 85 боєздатних Z.1007 і активно використовувала їх проти військ союзників на Сицилії. Z.1007 здійснили приблизно три чверті всіх бомбардувальних вильотів італійської авіації, але понесли значні втрати — 16 серпня, коли острів було втрачено в строю залишалось тільки 19 Z.1007.
Після капітуляції Італії всі Z.1007 були переведені на Сардинію де ввійшли в склад 88-ї групи новостворених італійських ВПС. Група здійснила декілька бомбардувальних вильотів проти німецьких військ, але грудні 1943 її перевели на транспортні місії, зокрема місії постачання припасів югославським партизанам. Після війни Z.1007 ще деякий час використовувались як навчальні.
Німеччина захопила 22 Z.1007 коли окупувала Північну Італію, ще 17 Z.1007ter було виготовлено протягом окупації на заводі CRDA. Ці літаки використовувались як транспортні.